# RAM (遊戲品牌)
RAM是Visual Art's旗下一個十八禁美少女遊戲品牌，成員有時會參與同樣Visual Art's旗下的Bonbee!和Key的遊戲開發，在2008年推出後經已解散。
2006年7月28日發售「～Standard Edition～」和「～Standard Edition～」時同時包含了的體驗版。另外除了，其他遊戲並沒有公開負責原畫的人員。

## 作品一覽
- 1999年3月26日 - 
  - 2006年7月28日 - ～Standard Edition～
- 2000年10月6日 - 
  - 2006年7月28日 - ～Standard Edition～
- 2008年7月25日 -

## 主要成員
- 製作：土田泰正
- 劇本：魁（まにゃ）
- 背景：
- 系統：

## 遊戲命名
RAM的遊戲命名都和日本著名二人組合搖滾樂團B'z有關連，是B'z第16隻單曲《心願》的名稱，第11隻單曲《ZERO》中也有一首叫的歌曲（日文「心」的平假名是），初次發表名稱「Calling」也是B'z第22隻單曲《Calling》的名稱。另外的男主角名字是「稻葉孝弘」，B'z中2人名字分別是「松本孝弘」和「稻葉浩志」。

## 外部連結
- RAM OfficialPage（页面存档备份，存于）（日語）